# Film per non dormire: affittasi
Affittasi (Para Entrar A Vivir) è un film per la televisione del 2006 diretto da Jaume Balagueró. 
Fa parte della serie Film per non dormire (Películas para no dormir) trasmessa in Spagna sul canale privato Telecinco e in Italia su Rai 3.

## Trama
Una coppia di giovani, attirata dal basso costo, visita un appartamento per valutarne l'acquisto: fin dall'inizio appare chiaro che l'offerta è una bufala, ma l'agente immobiliare, che insiste perché considerino i vantaggi, nasconde ben di peggio in quel condominio.